# Borgo municipale di Tottenham

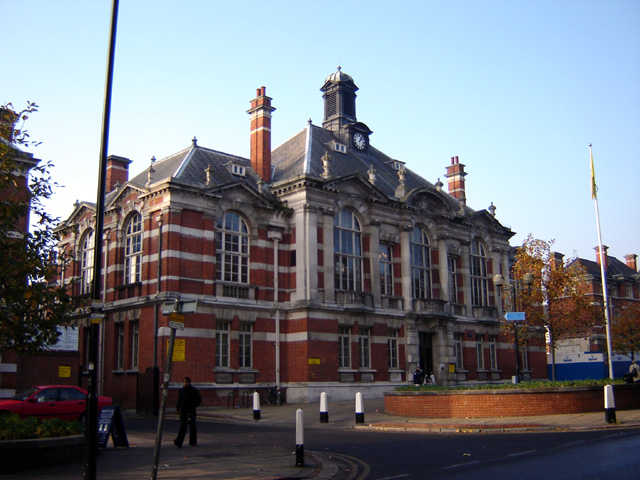
Il municipio di Tottenham, oggi sede di quello di Haringey

Il Borgo municipale di Tottenham fu un comune inglese del Middlesex esistito fra il 1850 e il 1965.
L'autorità municipale fu istituita succedendo alla parrocchia di Tottenham, e guadagnò lo status di distretto urbano nel 1894 e di vero e proprio municipio nel 1934, anche se fin dal 1888 aveva dovuto subito la secessione di Wood Green. Esteso per 12 km², aveva una popolazione di 102.000 abitanti ad inizio Novecento e di 113.000 residenti nei primi anni sessanta. 
Il palazzo municipale di Tottenham divenne, dato che nel 1965 il municipio fu soppresso ed andò a fondersi in Haringey, la sede del nuovo ente che incorporò Hornsey e Wood Green.